# Iluminación natural
La luz natural se conoce principalmente como la luz que proviene del sol o de algún organismo que produzca luz propia. Existe una gran variedad de fuentes de luz natural como el fuego, los relámpagos hasta la bioluminiscencia de algunos animales como las luciérnagas y las medusas y organismos vivos. 
La iluminación natural cambia con respecto a las estaciones del año, la rotación de la Tierra y las condiciones del ambiente.
A lo largo de los años la iluminación natural se ha visto involucrada en la arquitectura, el diseño y el arte, así como también en factores humanos tanto psicológicos como de percepción.

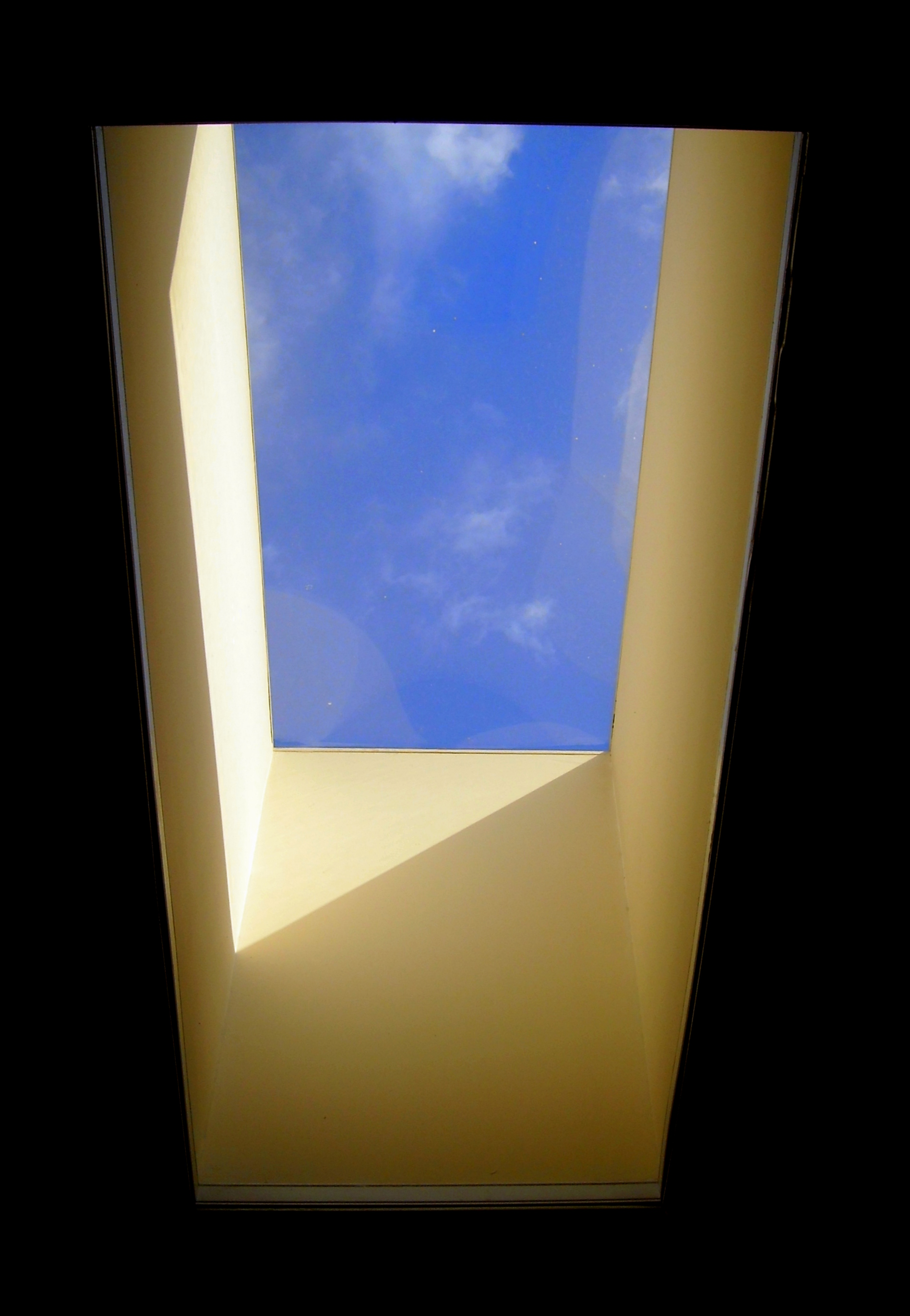
Iluminación cenital para un local.

## Iluminación natural proveniente del sol
La luz del sol es la principal fuente de luz de nuestro planeta, sin ella no existiría vida, incluso nuestro sistema visual y la respuesta psicológica a la luz y al color están sumamente relacionadas con la luz del día. 
También la luz del sol afecta el balance de vida que llevamos día a día, incrementado la satisfacción y rendimiento en los ambientes laborales, inclusive se han realizado varios estudios sobre la satisfacción en las áreas de trabajo teniendo como principal factor a la iluminación natural, esto con el objetivo de crear un mayor aprovechamiento de la luz y generar conciencia sobre el gasto energético de consumo.  
Actualmente se ha logrado calcular la dirección de luz incidente en las superficies, las condiciones del ambiente y los factores contaminantes de un sitio en específico con la finalidad de generar un estudio ampliando distintos campos de investigación como por ejemplo en el balance de vida de las personas, el rendimientos psicológico y fisiológico de los seres vivos, la estimulación y productividad en áreas de trabajo. 
Incluso se ha estudiado la sombra que se genera en un día soleado ya que esta llega a producir hasta 12,400 luxes, sin embargo esta cantidad no llega a ser ni la séptima parte de los luxes que se miden en la iluminación directa producida por el sol.

## Los colores de la iluminación natural proveniente del sol
La luz reflejada por el sol en las nubes se dispersa en la estratósfera creando el cielo azul. Los seres humanos podemos ver las plantas verdes debido a que se refleja la luz hacia nosotros. 
Existe una gran variedad de tonalidades que se dispersan en la atmósfera, es tan lento el proceso de cambio que no nos percatamos de la gran variedad de colores que se producen.
Integración de Iluminación natural en la arquitectura es la práctica de colocar las ventanas u otras aberturas y superficies reflectantes a fin de que durante el día la luz natural ofrezca una eficaz iluminación interior. Se presta especial atención a la iluminación natural en el diseño de un edificio, cuando el objetivo es maximizar el confort visual y para reducir el uso de energía eléctrica. 
El ahorro de energía puede lograrse, ya sea a partir de la reducción del uso de la iluminación artificial, a partir de energía solar pasiva o de calefacción o refrigeración.
Iluminación natural es un término técnico dado por siglos, independientemente de la geografía y la cultura. Durante el siglo XX los arquitectos encontraron que se estaba haciendo un uso inadecuado y reformularon el concepto, generando una línea de investigación que se volcó en bibliografía específica. En el presente siglo con cuestiones tales como el calentamiento global y la necesidad de reducir drásticamente la demanda de energía el tema tiene una gran vigencia.
No hay luz directa del sol sobre la pared lateral polar de un edificio desde el equinoccio de otoño al equinoccio de primavera en las partes del mundo al norte del Trópico de Cáncer y en partes del mundo al sur del Trópico de Capricornio.
Tradicionalmente, en estos sitios con cielos mayormente nublados, las casas fueron diseñadas con un mínimo de ventanas en el lado polar, pero más grandes en el lado ecuatorial. El lado soleado de las ventanas, al menos, reciben la luz directa del sol en cualquier día soleado del año. Por lo que son eficaces en las áreas de iluminación natural de la casa junto a las ventanas. Aun así, durante mediados del invierno, la incidencia de luz es muy direccional y arroja sombras. Esto puede ser parcialmente mejorado a través de la luz y la difusión a través de un poco de reflexión de las superficies internas.